# Страна (газета)
«Страна» (укр. Країна) — російська щоденна газета, виходила в Петербурзі з 19 лютого (4 березня) 1906 по грудень 1907. Орган партії демократичних свобод (правих кадетів).
Видавець — Олександр Александровський; редактор — Юрій Гамбаров, фактичний редактор — Максим Ковалевський.
У виданні співпрацювали Д. Овсянико-Куликовський, М. Георгієвський, О. Посников, Ю. Бабецький та інші. Під час виборів до Думи закликала голосувати за кадетів.